# 河阴之变
河陰之變是北魏權臣、太原王爾朱榮策劃並實施的一起針對皇族和百官公卿的屠殺事件，亦稱爾朱榮之亂。因事件發生在河陰縣（今河南省洛阳市孟津区境），故名。北魏武泰元年（528年），北魏大将爾朱榮在洛陽對慕容紹宗說：“洛中人士繁盛，驕侈成俗，不加芟翦，終難制馭。”於是采纳部属费穆的建议，計劃盡殺朝中百官。

## 事變過程

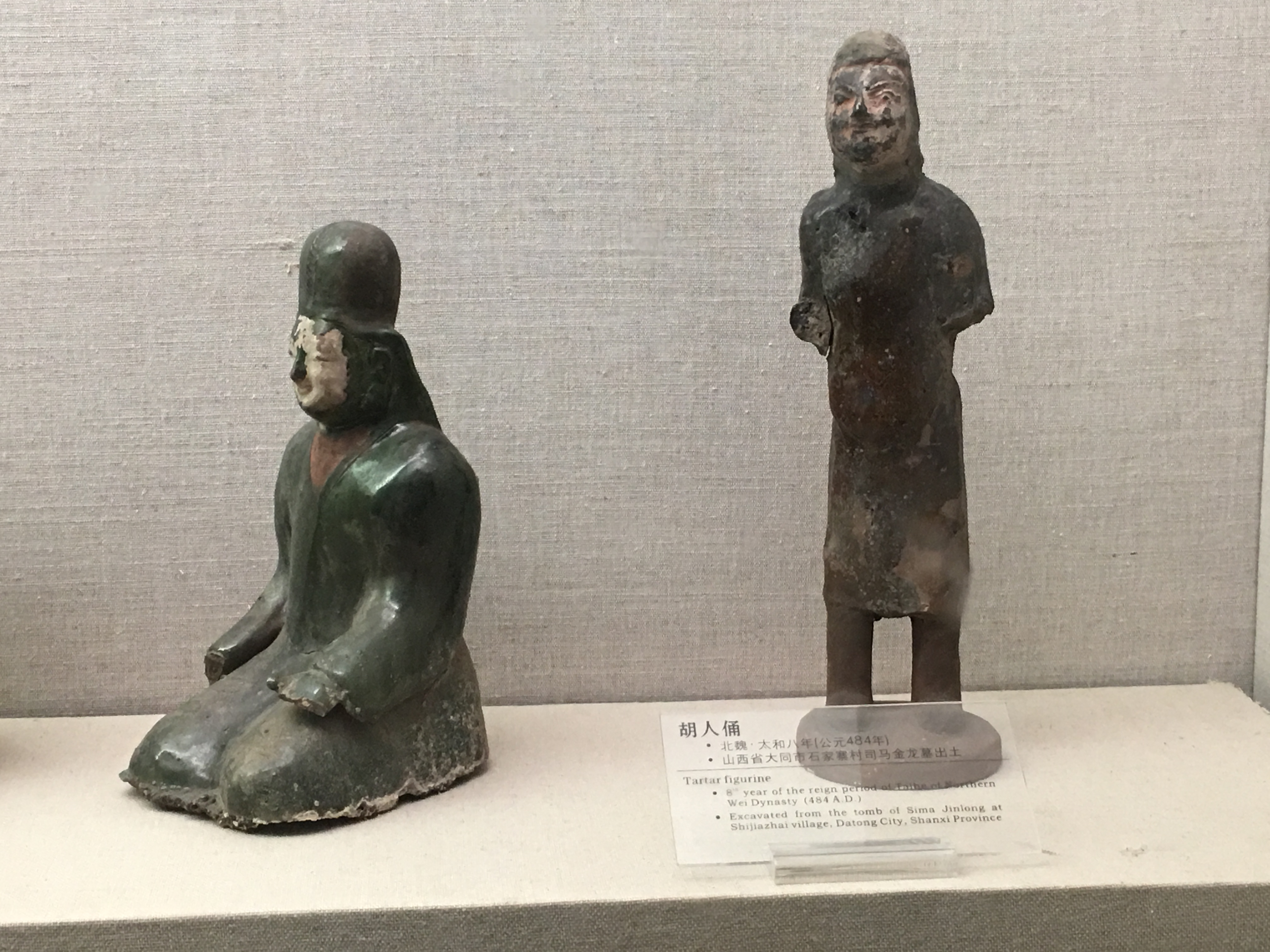
北魏胡人俑,山西博物院藏

四月，爾朱榮拥立長樂王元子攸為孝莊帝，年號「建義」，又以“入匡朝廷”为名向洛阳进兵，四月十一日，尔朱荣从河内到达高头驿，元子攸从雷陂北渡奔赴荣军大营，北魏河桥守将李神轨、郑季明等人开门投降。四月十二日，尔朱荣驻军於邙山之北，河阴之野，先“沉胡太后及幼主于河（黄河）”。四月十三日，尔朱荣借口祭天，将北魏王公大臣召集至河阴（今河南省洛阳市孟津区境），趁之不備，以契胡鐵騎包圍，飛矢交加，馬蹄踐踏，屠戮殆盡。當時漢人及漢化的鮮卑文武百官約七千餘人，在京約二千三百餘人，死者竟达一千三百人，以至于次日孝莊帝入洛阳城登基时，只有散骑常侍山伟一人在南阙谢恩。
屠杀之后，胡太后的妹妹胡玄輝收了太后和幼主元钊的屍體，葬於雙靈寺。朝中幸存官僚“人情骇怨”，或隐居避祸。二十四史魏書作者魏收亦曾亲历河阴之难，成为少數幸存者。尔朱荣将兵马驻扎于洛阳永宁寺，尽掌朝政，大量武将進入政治舞台，填补北魏的权力真空。

## 死难者和人数
北魏诸王中，元雍、元钦、元略、元劭、元温等人皆遇害，其他遇害者有李玚、崔忻、崔励、袁翻、卢仲宣等。死亡人數至今成謎，目前學術界能考證出來的遇害者名單已不超過百人。

## 影響
借助这场军事政变，尔朱荣把迁到洛阳的汉化鲜卑贵族和出仕北魏政权中的汉族大家消灭殆尽，他的势力由此更加强大，从而完全控制了北魏朝政。尔朱荣派人將元子攸送至洛陽，自己則因殺人太多，民憤極大，不敢進洛陽，只能據晉陽，等待时机篡位。孝莊帝不滿尔朱荣專權，永安三年（530年）九月，在明光殿计杀尔朱荣及其黨元天穆。尔朱荣死后，其余党爾朱兆再殺死孝莊帝。一年之后，尔朱氏余党又被高欢和河北大族击败。軍政大權遂落入高欢和宇文泰手中，北魏名存实亡，政權分裂为东魏和西魏。